# Musa Kalimullah : Au lever du soleil
Pour plus de détails, voir Fiche technique et Distribution.
Musa Kalimullah : Au lever du soleil (موسی کلیم‌الله: به وقت طلوع, Musa Kalimullah: Be Vaght-e Tolue) est un film iranien produit en 2024, réalisé et écrit par Ebrahim Hatamikia et produit par Seyyed Mahmoud Razavi. Musa Kalimollah raconte l'histoire de la vie de Moïse, et Alireza Kamali, accompagné de Merila Zarei, incarne les rôles de ses parents. Ce film, réalisé par Cimafilm avec l'aide de la technologie de production virtuelle, est une version cinématographique d'une série télévisée du même nom. 
Farajollah Salahshour a écrit le scénario initial du film, et après sa mort, Hatamikia l'a réécrit. Sa production a duré plus de quatre ans. 
Musa Kalimollah a été projeté pour la première fois le 8 Bahman 1403 (27 janvier 2025) au 43e Festival du film de Fajr. Le film est sorti dans les cinémas iraniens le 8 Esfand 1403 (26 février 2025).

## Distribution
- Behnam Tachakor : Pharaon
- Bahareh Kianafshar : Asiyeh, épouse du Pharaon
- Alireza Kamali : Imran, père de Musa
- Merila Zarei : Jokébed, mère de Moïse
- Shakib Shajra Ramos, commandant de l'armée du Pharaon
- Farhad Ayesh : Anubis, le somnifère du pharaon
- Tufan Mehrdadian :Ankhmahor, grand prêtre du temple d'Amon
- Maryam Sarmadi : Fued, la sage-femme du tribunal
- Masoud Rahimpour : Haman, conseiller du Pharaon
- Kambiz Amini : Andekhoi, le vendeur de paniers
- Bahar Nuhian : une femme des Enfants d'Israël
- Gandom Sheikhi  : Miriam, sœur de Moïse
- Delsa Mohammadi : Harun, frère de Moïse

## Production
Reza Mostafavi, chercheur et consultant du projet, a déclaré que la recherche sur la collection Musa Kalimollah a commencé en 2009 avec Farajollah Salahshur, et que toutes les sources des religions abrahamiques et non abrahamiques, du judaïsme au christianisme, ont été examinées. Pour mettre à jour le projet, Hatamikia a mis de côté le script de Salahshur et en a écrit un nouveau. Les deux scénarios ont été écrits sur la base de recherches approfondies et il n’y a aucune différence dans l’essence de l’histoire.